# Amphirrhox
- Commons
- Wikispecies

Amphirrhox Spreng.  é um género botânico pertencente à família Violaceae.

## Espécies
- Amphirrhox grandifolia
- Amphirrhox juruana
- Amphirrhox latifolia
- Amphirrhox longifolia
- Amphirrhox sprucei
- Amphirrhox surinamensis